# Antônio Cavilhas Rocha
Antônio Cavilhas Rocha (13 de junho de 1944) é um brasileiro, Mestre Internacional de Xadrez (IM)(1979), duas vezes vencedor do Campeonato Brasileiro de Xadrez (1964,1969).

## Biografia
Do início da década de 1960 ao início da década de 1980, Antônio Cavilhas Rocha foi um dos maiores enxadristas do Brasil. Ganhou duas medalhas de ouro (1964,1969) e prata (1963) no Campeonato Brasileiro de Xadrez. Antônio Cavilhas Rocha participou três vezes de torneios Zonais Sul-americanos do Campeonato Mundial de Xadrez (1963,1966,1969). Seu melhor resultado neste torneio foi o 7º lugar em 1963.
Antônio Cavilhas Rocha jogou pelo Brasil nas Olimpíadas de Xadrez:
- Em 1960, no primeiro tabuleiro de reserva na 14ª Olimpíada de Xadrez em Leipzig (+2, =2, -3),
- Em 1964, no terceiro tabuleiro da 16ª Olimpíada de Xadrez em Tel Aviv (+3, =4, -6),
- Em 1966, na segunda mesa na 17ª Olimpíada de Xadrez em Havana (+0, =2, -5),
- Em 1968, no quarto tabuleiro na 18ª Olimpíada de Xadrez em Lugano (+5, =7, -3),
- Em 1970, na segunda mesa na 19ª Olimpíada de Xadrez em Siegen (+8, =7, -3),
- Em 1984, no segundo conselho de reserva na 26ª Olimpíada de Xadrez em Salónica (+1, =5, -1).

Antônio Cavilhas Rocha jogou pelo Brasil no Campeonato Sul-americano de Xadrez por Seleção:
- Em 1989, na quarta mesa no 1º Campeonato Sul-Americano de Xadrez por Equipe em Mar del Plata (+0, = 0, -1) e conquistou a medalha de prata por equipe.